# Nunatak Vzgorok
Nunatak Vzgorok (englische Transkription von russisch Нунатак Взгорок Nunatak Wsgorok, deutsch ‚Hügelnunatak‘) ist ein Nunatak im ostantarktischen Mac-Robertson-Land. Er ragt südöstlich des Murray Dome in der Aramis Range der Prince Charles Mountains auf.
Russische Wissenschaftler benannten ihn.